# Озеро-Казанське
О́зеро-Каза́нське (рос. Озеро-Казанское) — присілок у складі Далматовського району Курганської області, Росія. Входить до складу Крестовської сільської ради.
Населення — 8 осіб (2010, 15 у 2002).
Національний склад станом на 2002 рік: росіяни — 93 %.
Стара назва присілка — Озеро Казанське.